# 中村優花 (スノーボード選手)
中村 優花（なかむら ゆうか、2001年〈平成13年〉1月28日 - ）は日本のスノーボード選手。青森県出身。仙台大学所属。

## 略歴
青森北高校に進学後、「チームMAC」に加入しプロとしての活動を始める。その後高校時代に全日本選手権で優勝を果たし、海外の大会にも出場していた。しかし2021年2月の世界選手権の公式練習で左膝前十字じん帯を断裂する。復帰戦となるはずだった2022年の北京オリンピックには育成枠としてスノーボードクロスのメンバーに選ばれるも、状態が上がらないとして1回戦を棄権することになった。